# Стоян Тодоров (опълченец)
Стоян Тодоров Гечев е български националреволюционер, участник в Сръбско-турската война (1876 г.) и опълченец.

## Биография
Роден е в село Гложене, Тетевенско, през 1854 година в семейството на Съба и Тодор Гечеви. Участва като доброволец в Сръбско-турската война в 1876 година в състава на четата на Филип Тотю „Балканский лев“ от сформирането ѝ в Кладово до разформироването ѝ. Взема участие в сраженията при Корито, Нови хан, Бабина глава срещу Пирот, Бела паланка, Пандерала, при Чипоровския манастир, Зайчар, Звезански пивници и Гърлян.
Включва се във II батальон на руско-българския отряд до разпускането му на 2 април 1977 година, после преминава в Румъния. Постъпва в Българското опълчение на 19 юни 1877 г. – редник в I дружина, II рота. Участва в отбраната на Шипка, зимното преминаване на Балкана, битките с башибозуците на 24 – 29 декември при Садово и други. Уволнен на 1 юли 1878 година. Награден със сребърен медал (август 1879 г.)  Обявен за почетен гражданин на Габрово през 1923 година заедно с останалите живи по това време опълченци, известни на габровци.
Оженва се за Дона Вутева Братанчовска, има три дъщери и двама сина. Умира на 5 май 1934 година в Гложене.